# Станіслав Дріар
Станіслав Дріар (р. нар. невідомий, Львів — 1647 Стремигород) — львівський скульптор епохи Ренесансу. Про біографію та діяльність відомостей збереглось мало. Походив із родини, що давно осіла у Львові. Батько також був скульптором. Після пожежі Успенської церкви 1630 року в майстерню Станіслава Дріара для відновлення було перенесено іконостас. Через це дослідники приписують йому авторство різьби, яка складалась із площинного орнаменту та ренесансних картушів, заповнених живописом. Іконостас зберігся і у XIX ст. його передано до церкви села Грибовичі під Львовом. Дріарові приписується також різьба великого вівтаря-складня у львівському костелі єзуїтів. Цей твір поєднує одночасно готичні, ренесансні та барокові традиції. Початково можливо мав пределлу і різьблене навершя, які не збереглись. Є згадка, що окрім скульптури Дріар виготовляв у великих кількостях гусарські списи.
Відомо, що скульптору належали два будинки у Львові. Хресним батьком його дітей був будівничий Амвросій Прихильний. Через постійні сварки з дружиною і мачухою 1636 року Дріар покинув Львів і оселився в маєтку пана Шпановського в селі Стремигород на Житомирщині. Помер 1647 року там же. З його вдовою одружився скульптор Олександр Прохенкович, який тим самим успадкував майстерню Дріара. На цій підставі припускають, що Прохенкович був його учнем.